# یواس‌اس بل (دی‌دی-۹۵)
یواس‌اس بل (دی‌دی-۹۵) (به انگلیسی: USS Bell (DD-95)) یک کشتی بود که طول آن ۹۵٫۸۳ متر (۳۱۴٫۴ فوت) بود. این کشتی در سال ۱۹۱۸ ساخته شد.